# Rila bufer
Rila bufer este o arie protejată (arie de protecție specială avifaunistică — SPA) din Bulgaria întinsă pe o suprafață de 38.400,4 ha, integral pe uscat.

## Localizare
Centrul sitului Rila bufer este situat la coordonatele 42°08′40″N 23°31′21″E / 42.1444°N 23.5225°E.

## Înființare
Situl Rila bufer a fost declarat arie de protecție specială avifaunistică în aprilie 2019 pentru a proteja 17 specii de animale.

## Biodiversitate
Situată în ecoregiunea alpină, aria protejată nu include niciun habitat protejat.
La baza desemnării sitului se află mai multe specii protejate de  păsări (17): minunița (Aegolius funereus), acvilă de munte (Aquila chrysaetos), cocoșul de mesteacăn (Bonasa bonasia), buha (Bubo bubo), caprimulg (Caprimulgus europaeus), șerpar (Circaetus gallicus), cristeiul de câmp (Crex crex), ciocănitoare cu spate alb (Dendrocopos leucotos), ciocănitoarea de stejar (Dendrocopos medius), ciocănitoare neagră (Dryocopus martius), șoim călător (Falco peregrinus), ciuvică (Glaucidium passerinum), sfrâncioc roșiatic (Lanius collurio), ciocârlie de pădure (Lullula arborea), viespar (Pernis apivorus), ciocănitoare de munte (Picoides tridactylus),  cocoș de munte (Tetrao urogallus).